# Jean Penent
Jean Penent, né en 1947 à Villeneuve-Tolosane (Haute-Garonne), est un écrivain et historien d’art français. Il a été conservateur de l’abbaye de Flaran (Gers), puis conservateur en chef des musées Paul-Dupuy et Georges Labit de Toulouse de 1990 à 2012.

## Biographie
(août 2016).
Il est né à Villeneuve-Tolosane, près de Toulouse, dans une famille qui a des attaches dans le Gers. Il apprend l’archéologie auprès de Louis Méroc (1904-1970) qui a ouvert un chantier de fouilles près de chez lui, puis de Michel Labrousse (1912-1988), professeur d’histoire antique à l’université de Toulouse. Jean Penent fait des études d’histoire de l’art et obtient sa licence, puis un doctorat avec une thèse sur La Peinture toulousaine et le néo-clacissisme.
Il fonde très jeune deux revues, l’une pour soutenir la cause de la langue d’oc, Occitania nova (1970-1976), et l’autre, Menestral, consacrée aux arts de la région. Il collabore aussi à l’hebdomadaire L’Autan. Il est conservateur bénévole du musée du Vieux Toulouse, dont il assure pendant vingt ans la gestion et la mise en valeur des collections, de l’important fonds d’archives et de la bibliothèque, en publiant de nombreux articles, biographies et monographies sur les artistes toulousains et régionaux.
Jean Penent défend l’organisation des musées toulousains (musée des Augustins, musée Paul-Dupuy, musée Georges-Labit) telle qu’elle a été instaurée par le maire Raymond Badiou (1905-1997) sur le modèle des départements du musée du Louvre.
En 1981, il est nommé conservateur de l’abbaye de Flaran (Gers). Il y organise plusieurs expositions sur la sculpture médiévale et la peinture languedocienne des XVIIe et XVIIIe siècles.
En 1984, conservateur du département des peintures et des sculptures au musée des Augustins, il organise deux expositions majeures, le portrait toulousain des XVIIe et XVIIIe siècles, et Toulouse et le néoclassicisme’'.
En 1990 il est nommé conservateur en chef des musées Paul-Dupuy et Georges-Labit. Il en réalise l’édition raisonnée du catalogue des collections. Il entreprend aussi de promouvoir et de préserver le cabinet des dessins, dont la richesse est exceptionnelle mais trop peu connue. Il est le grand spécialiste de la peinture toulousaine et du dessin toulousain, une école florissante du XVIIe au XIXe siècle dont il déplore qu’elle n’ait pas pu se maintenir.
Il est l’auteur d’importantes monographies sur des peintres : Antoine Rivalz, Pierre-Henri de Valenciennes.
Sous sa direction, une rénovation complète du musée Georges-Labit a été effectuée, avec création d’une bibliothèque.
Par ailleurs, il œuvre en faveur de la littérature, surtout occitane : il a dirigé la publication des œuvres de Pey de Garros. Il est le fondateur (2008) et le président de l’Acadèmia occitana, qui a pour objectif de codifier la langue occitane pour en favoriser l’enseignement. En 2012, il publie L’Épopée des origines, un essai sur l’Occitanie de l’Antiquité à l’an mil.

## Publications
- Le portrait toulousain de 1550 à 1800, Toulouse, Loubatières, 1987
- Le temps du Caravagisme : la peinture de Toulouse et du Languedoc de 1590 à 1650, Somogy, 2001
- Pierre-Henri de Valenciennes (1750-1819). La nature l’avait créé peintre. Somogy, 2003
- Antoine Rivalz, 1667-1735. Le Romain de Toulouse, Somogy, 2004
- Trésors d’orfèvrerie en Languedoc au XVIe siècle, 2005
- Les Pyrénées des peintres. Gouffres, chaos, torrents et cimes (avec Claire Dalzin), 2007
- Daniel Coulet. Entre ciel et enfer (avec Pierre Cabanne et Beate Reifenscheid, 2010
- Georges Ancely (1847-1919), photographe toulousain, Privat, 2011
- L’Occitanie, l’époopée des origines, Cairn, 2012